# 90 perc a mennyországban
A 90 perc a mennyországban (eredeti cím: 90 Minutes in Heaven) 2015-ben bemutatott amerikai filmdráma, amelyet Michael Polish írt és rendezett. A főbb szerepekben Hayden Christensen, Kate Bosworth, Dwight Yoakam, Michael W. Smith és Michael Harding látható.
Az Amerikai Egyesült Államokban 2015. szeptember 11-én mutatták be a mozikban.

## Cselekmény
Egy súlyos autóbalesetet szenvedett férfit halottnak nyilvánítanak, ám másfél órával később visszatér az életbe, azt állítva, látta a Mennyországot.

## Szereplők
| Szereplő                | Színész                | Magyar hang        |
| ----------------------- | ---------------------- | ------------------ |
| Don Piper               | Hayden Christensen     | Rajkai Zoltán      |
| Eva Piper               | Kate Bosworth          | Solecki Janka      |
| Beaumont                | Dwight Yoakam          | Kapácsy Miklós     |
| Jay B. Perkins          | Fred Thompson          | Barbinek Péter     |
| Cliff McArdle           | Michael W. Smith       | Tokaji Csaba       |
| Dick Onerecker          | Michael Harding        | Papp János         |
| Dr. Greider             | Marshall Bell          | Kertész Péter      |
| Chris Piper             | Hudson Meek            | Vida Bálint        |
| Joe Piper               | Bobby Batson           | Pál Dániel Máté    |
| Nicole Piper            | Elizabeth Hunter       | Koller Virág       |
| Eva apja                | David Clyde Carr       | Varga T. József    |
| Eva anyja               | Catherine Carlen       | Menszátor Magdolna |
| Susan Long              | Ashley Bratcher        | Bárány Virág       |
| Suzan Maulden           | Vanessa Cloke          | Czirják Csilla     |
| Anita Onerecker         | Cynthia Barrett        | Bertalan Ágnes     |
| Mark                    | Tyler Case             | Gacsal Ádám        |
| Dr. Houchins            | Michael Crider         | Törköly Levente    |
| Hattie Mann             | Sallye McDougald Hooks | Fabó Györgyi       |
| Hermann, adminisztrátor | Shane Jackson          | Varga Rókus        |
| David Gentiles          | Jason Kennedy          | Zámbori Soma       |
| Don Piper lelkész       | Don Piper              | Várkonyi András    |
| Christy                 | Jasper Polish          | Sipos Eszter Anna  |
| J.V. Thomas             | Nicholas Pryor         | Cs. Németh Lajos   |